# 尖椒雀鯛
尖椒雀鯛（学名：Plectroglyphidodon apicalis），又名尖斑高身雀鯛、尖斑眶鋸雀鯛、厚殼仔、黑厚殼仔、黑咬者婆，为條鰭魚綱鱸形目雀鯛科眶鋸雀鯛屬下的一个种。该物种主要分布于西太平洋，包括臺灣、澳洲大堡礁、羅雅提群島、烏維亞環礁等海域，深度1至5公尺，本魚體呈卵圓形且側扁，體色通常為深褐色，頭部及前輩不帶有黃色或淡紅色暈，被圓鱗，鱗片帶黑色邊形成網狀紋路，頭部帶有一些藍色小斑點，背鰭硬棘紅褐色，第二與第三棘間有一黑斑，背鰭軟條邊緣橘色，尾鰭上葉尖端橘色，腹鰭前緣與臀鰭是藍色，背鰭硬棘13枚; 背鰭軟條15-16枚;臀鰭硬棘2枚;臀鰭軟條13枚，體長可達15公分，棲息在潟湖碎石區或礁石邊緣，以藻類為食，生活習性不明，可做為食用魚及觀賞魚。